# Funifor

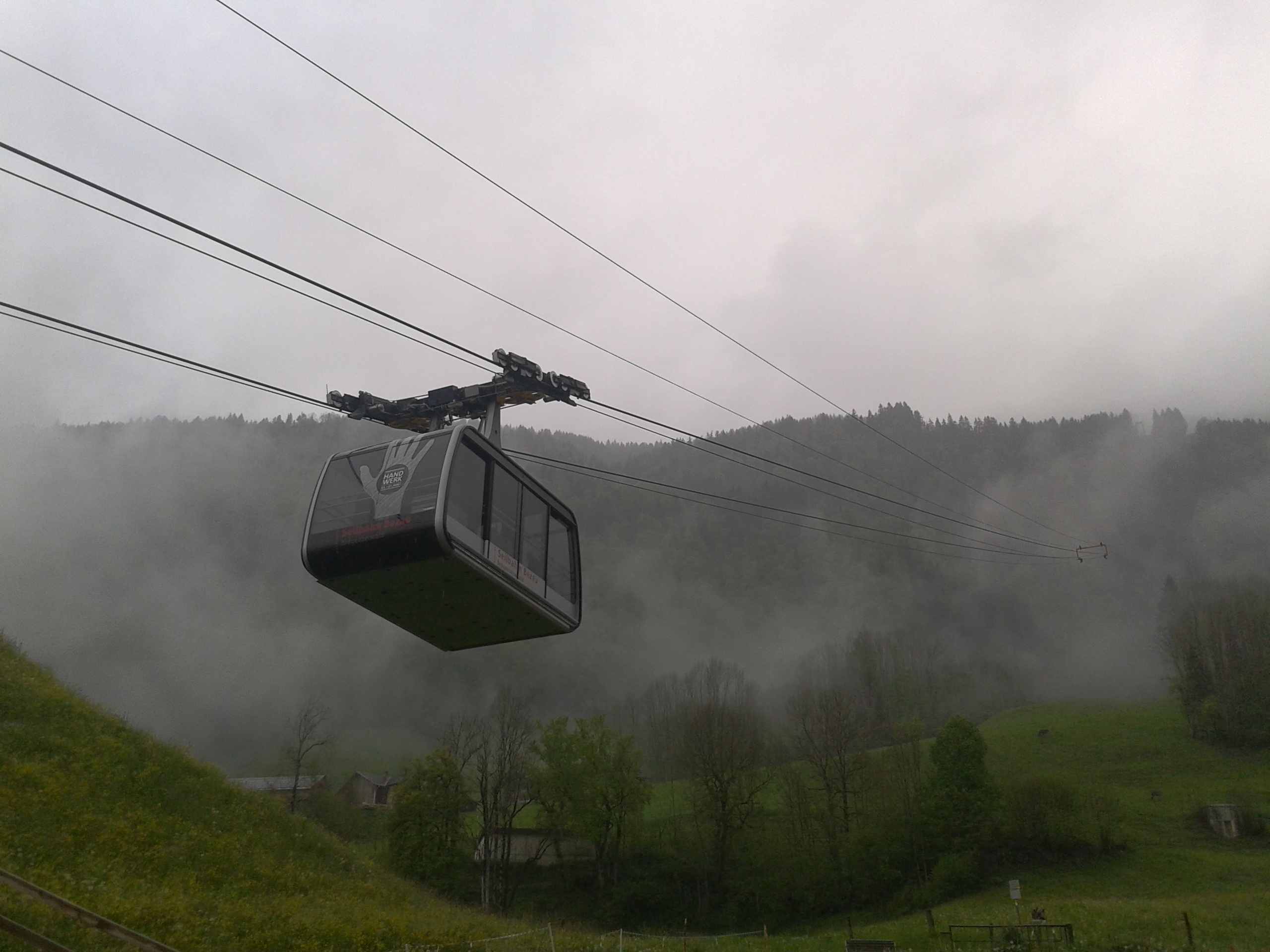
Funifor Sonderdachbahn i Schweiziska Bezau (maj 2014).

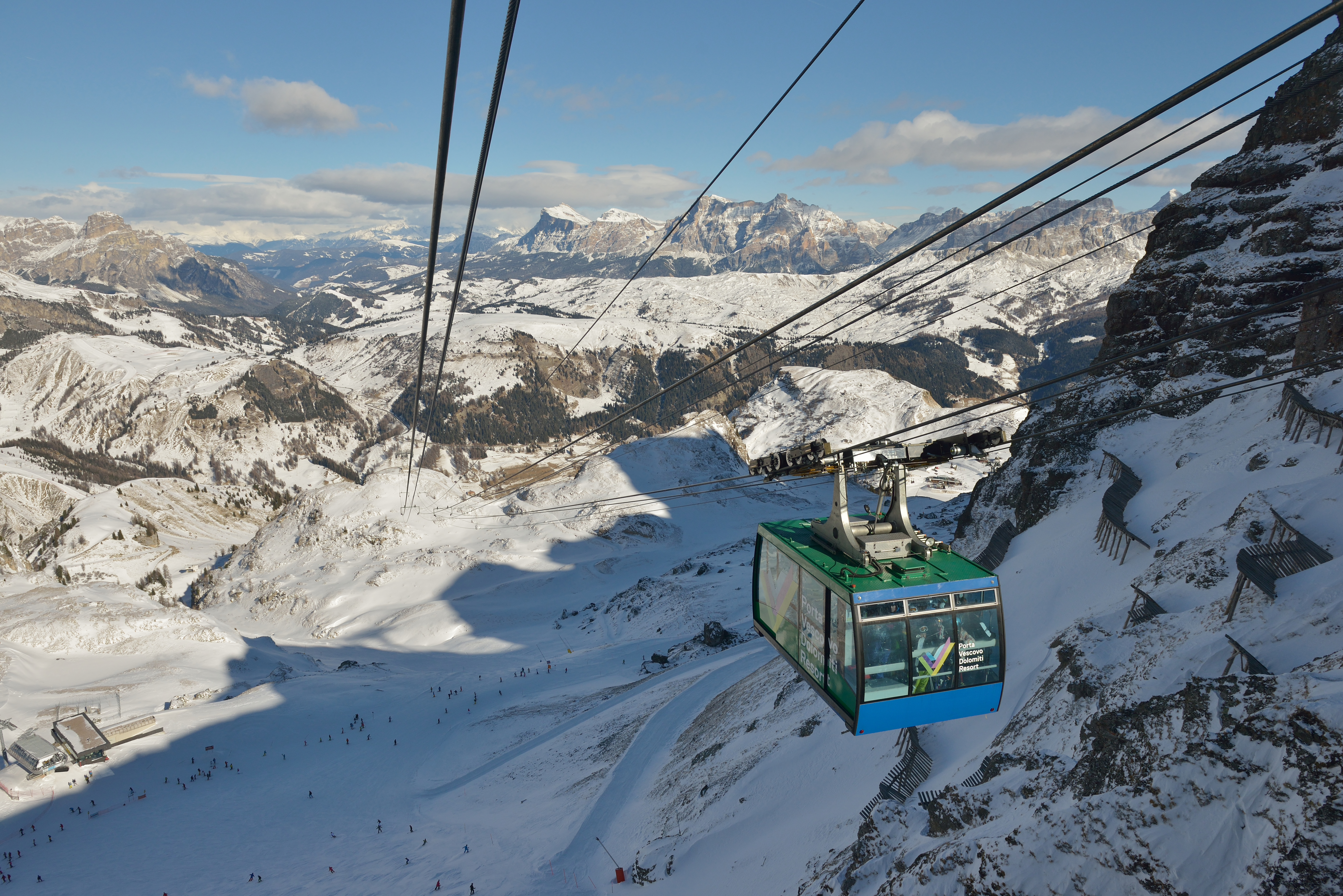
Funifor Arabba Porta Vescovo, Italien.

Funifor är en typ av skidlift/linbana eller kabinbana, utvecklad av Doppelmayr, och består av två dragvajrar och en bärlina. Likt kabinbanor är de två kabinerna inte sammankopplade med två vändbara ändar till vajrarna, utan körs på parallella spår.
På toppen rundas vajrarna och förs tillbaka till dalen istället för att runda över till andra sidan som på "vanliga" skidliftar. Med andra ord drivs inte vajersystemet tillbaka i motsatt riktning för användning av den andra kabinen. Denna unika funktion ger en funifor följande fördelar vid jämförelse med kabinbanestandard:
- Kabinerna drivs oberoende av varandra vilket ger högre kapacitet och kortare köer.
- Mellanstationer är möjligt i andra platser än halvvägs.
- Underhåll eller avstängning av en linje påverkar inte driften för den andra linjen.
- Hög vindstabilitet tack vare det horisontella avståndet mellan de två dragvajrarna.

Funifor är en ovanlig lifttyp som finns på några få platser, främst i Italien.